# Clark Peddicord
Clark Peddicord (* 15. Oktober 1946 in Portland, Oregon) ist ein US-amerikanischer Theologe und Philosoph.

## Leben
Nach seinem Abschluss in Biologie an der University of Idaho ging er, frisch verheiratet, mit Campus Crusade for Christ (heute Cru) für einen dreijährigen Missionseinsatz nach Großbritannien. Zurück in den USA studierte er Theologie in Chicago. Danach zog es ihn wieder nach Europa, dieses Mal nach Deutschland.
Von 1977 bis 1984 leitete er die Arbeit von Campus für Christus e.V. Deutschland. Danach lebte er mit seiner Frau Ann für zehn Jahre in der ökumenischen Kommunität der Offensive Junger Christen – OJC e.V., wo ihre beiden Töchter heranwuchsen. Gleichzeitig arbeitete Clark Peddicord an einer Doktorarbeit im Bereich Wissenschaftsphilosophie und promovierte 1998 zum Thema „Die Wunderkritik Immanuel Kants“ an der Justus-Liebig-Universität Gießen.
Seit 2006 lebt und arbeitet er mit seiner Frau im Haus Nazareth in Berlin und leitet den Verein Philosophia Europa e.V.